# باغان (صوغان)
باغان (بالفارسية: باغان) هي قرية تقع في إيران في قسم صوغان الريفي. يقدر عدد سكانها بـ 268 نسمة .